# يوهان كاردينال
يوهان كاردينال (بالفرنسية: Yoan Cardinale)‏ (27 مارس 1994 فرنسا - ) هو لاعب كرة قدم فرنسي، يلعب كحارس مرمى.

## روابط خارجية
- يوهان كاردينال على موقع رابطة كرة القدم الفرنسية للمحترفين (الإنجليزية)
- يوهان كاردينال على موقع قاعدة بيانات كرة القدم.إي يو (الإنجليزية)
- يوهان كاردينال على موقع بيانات كرة القدم. دي إي (الألمانية)
- يوهان كاردينال على موقع ليكيب (الفرنسية)
- يوهان كاردينال على موقع Soccerway.com (الإنجليزية)
- يوهان كاردينال على موقع عالم كرة القدم.نت (الإنجليزية)